# علامة السلام (أغنية كينشي يونيزو)
"علامة السلام" هي أغنية للموسيقي الياباني كينشي يونيزو. تم إصدارها كأغنية فردية بواسطة سوني للترفيه الموسيقي اليابانية في 21 يونيو 2017. تم استخدام الأغنية كأول أغنية افتتاحية للموسم الثاني من مسلسل الأنمي أكاديمية بطلي.

## الخلفية والإصدار
تم إنتاج العرض التوضيحي الذي أصبح النموذج الأولي لـ "علامة السلام" في ربيع عام 2016. ثم قبل يونيزو عرضًا من منتجي أكاديمية بطلي لتقديم الموسيقى. أشار يونيزو إلى أغنية "بترفلاي"، وهي أغنية المقدمة لسلسلة أبطال الديجيتال، كمثال.
تم إصدار "علامة السلام" خلال البث الأول للموسم الثاني من أكاديمية بطلي . تم إصدار النسخة المستخدمة أثناء البث باسم "علامة السلام (تعديل تلفزيوني)" على خدمات توزيع الموسيقى في 29 أبريل 2017.وهو ترتيب يستخدم الجوقة أكثر من الإصدار المسجل على الأغنية المنفردة. تم إصدار الأغنية المنفردة في 21 يونيو 2017، بثلاثة إصدارات.

## فيديو موسيقي
تم إصدار الفيديو الموسيقي لأغنية "علامة السلام" على قناة يونيزو على اليوتيوب في 7 يونيو 2017. تخطى الفيديو المليون مشاهدة على يوتيوب خلال 24 ساعة من إصداره، وفي الأول من سبتمبر، أعلن موقع يونيزو أن الفيديو قد تجاوز 100 مليون مشاهدة، وهو الفيديو الموسيقي الخامس ليونيزو الذي يصل إلى هذا الإنجاز. تجاوزت 200 مليون مشاهدة في 24 أغسطس 2020.
في 18 ديسمبر 2017، تم إصدار فيديو موسيقي خاص لأغنية "علامة السلام" باستخدام لقطات من أكاديمية بطلي على قناة توهو أنيميشين على منصة يوتيوب.

## قائمة المسار
جميع الأغاني من تأليف كينشي يونيزو. 
| #  | عنوان                                | المدة |
| -- | ------------------------------------ | ----- |
| 1. | "Peace Sign" (ピースサイン)          | 3:57  |
| 2. | "Neighbourhood"                      | 3:57  |
| 3. | "Yumekui Shōjo" (ゆめくいしょうじょ) | 4:43  |
| 4. | "Peace Sign (Instrumental)"          | 3:55  |

## طاقم العاملين
- كينشي يونيزو – غناء (المقاطع 1-3) ، جيتار (المقاطع 2-3)
- يوهي ماكابي – جيتار (المقطع 1)
- يو سوتو – باس (المقاطع 1-2)
- تيرو هوريماسا – طبول (المقاطع 1-3)
- إيتشيو إيزاوا – بيانو (المقاطع 3)

## الأوسمة
| احتفال                                                 | سنة  | جائزة | نتيجة | Ref. |
| ------------------------------------------------------ | ---- | --- | ----- | ---- |
| جوائز كرانشي رول الثانية للأنمي                        | 2018 | style="background: #99FF99; color: black; vertical-align: middle; text-align: center; " class="yes table-yes2"\|فوز | [ 5 ] |      |
| حفل توزيع جوائز القرص الذهبي الياباني الثاني والثلاثون | 2018 | style="background: #99FF99; color: black; vertical-align: middle; text-align: center; " class="yes table-yes2"\|فوز | [ 6 ] |      |

## وصلات خارجية
- علامة السلام (أغنية كينشي يونيزو) على موقع أول موفي (الإنجليزية)